# Antiguo Castillo de Stuttgart
El Antiguo Castillo es un Schloss localizado en el centro de Stuttgart, la capital del estado federado alemán de Baden-Wurtemberg. Tiene su origen en el siglo X.

## Historia
El primer castillo data de en torno a 950, cuando Stuttgart era un asentamiento para la cría de caballos. En el siglo XIV pasó a ser la residencia de los condes soberanos de Wurtemberg. En el siglo XVI los duques Cristóbal y Luis ordenaron que fuera convertido en un castillo renacentista. En el siglo XVIII fueron suprimidos los fosos en torno al castillo.
En 1931, el edificio sufrió numerosos daños en un incendio y antes de que pudiera terminarse su reconstrucción, dirigida por Paul Schmitthenner, resultó gravemente dañado en los bombardeos de la Segunda Guerra Mundial. La posterior reconstrucción, también dirigida por Schmitthenner, duró hasta 1971.
En la actualidad el Antiguo Castillo es la sede del Museo del Estado de Wurtemberg.
Los reyes Carlos I de Wurtemberg y su esposa Olga están enterrados en la iglesia del recinto. El patio interior alberga un monumento a Eberhard I. El Antiguo Castillo se halla al lado del Nuevo Palacio, que fue construido para sustituirlo a finales del siglo XVIII.
En la Karlsplatz, junto al Antiguo Castillo, existe un museo dedicado a la memoria de Claus Schenk Graf von Stauffenberg, un ciudadano de Stuttgart que organizó el intento de asesinato de Adolf Hitler el 20 de julio de 1944.

## Galería

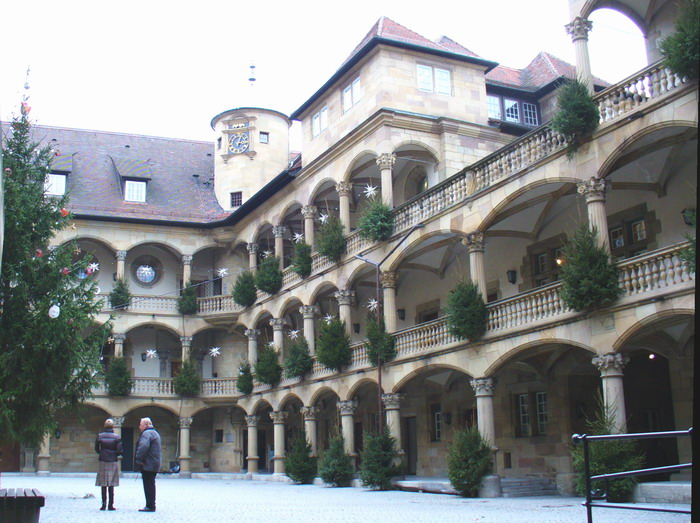
Patio interior
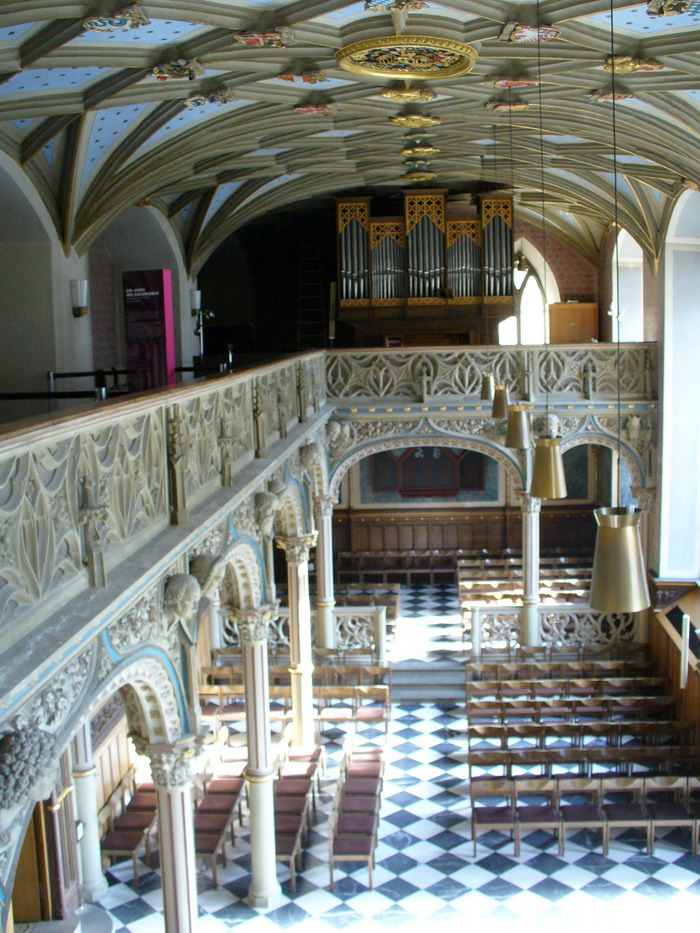
Capilla central
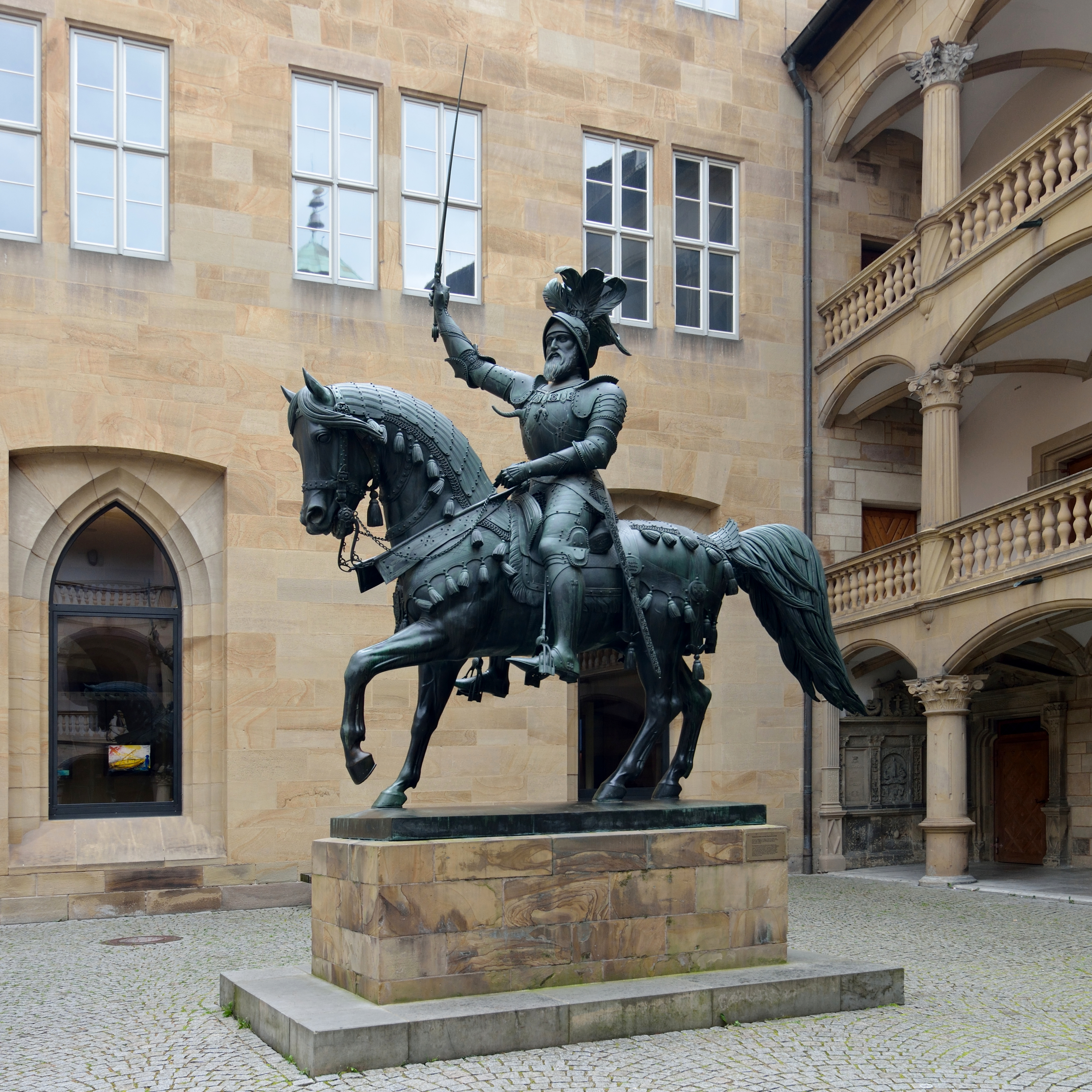
Monumento al conde Everardo I
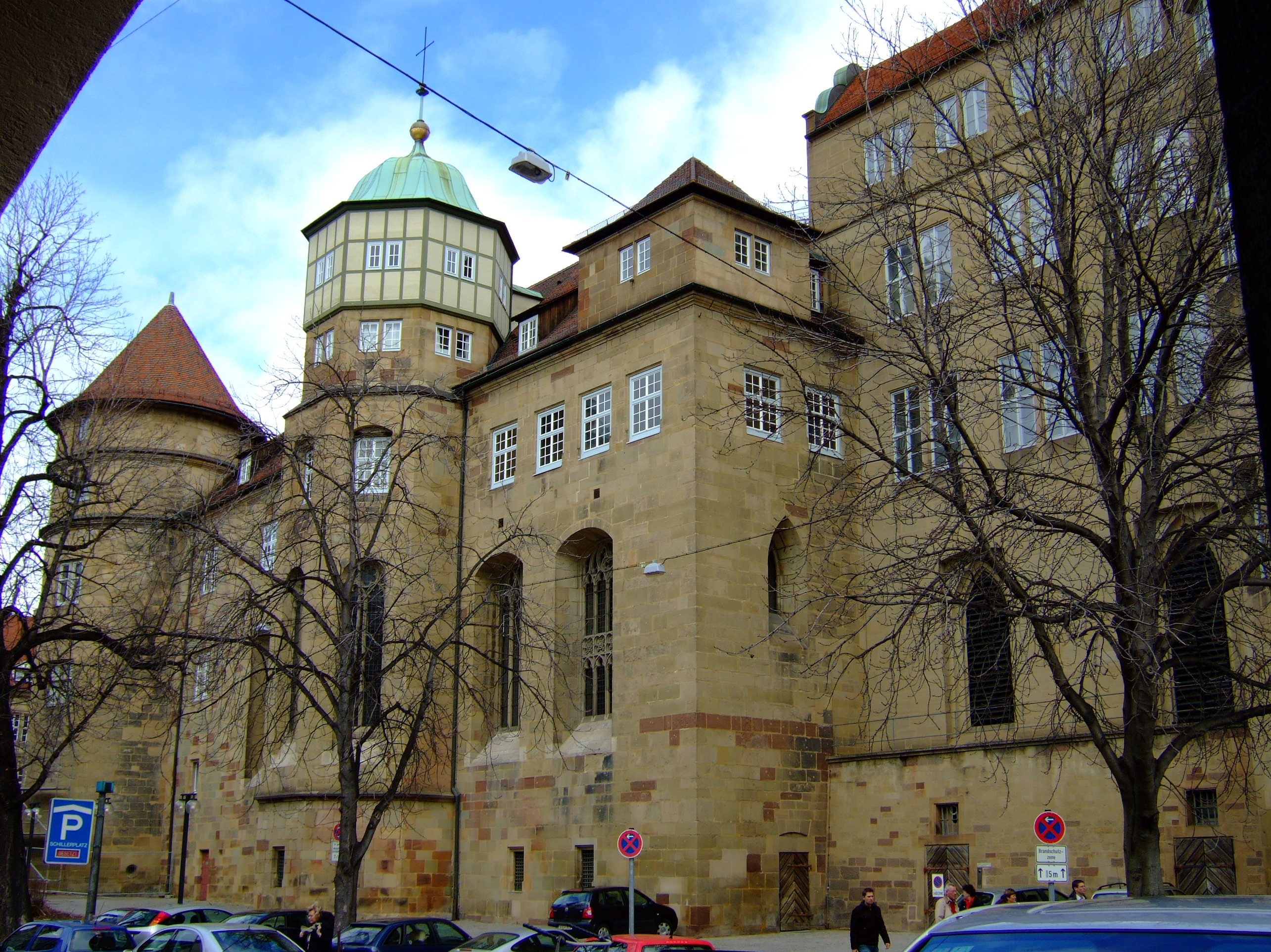
Vista desde el patio del mercado
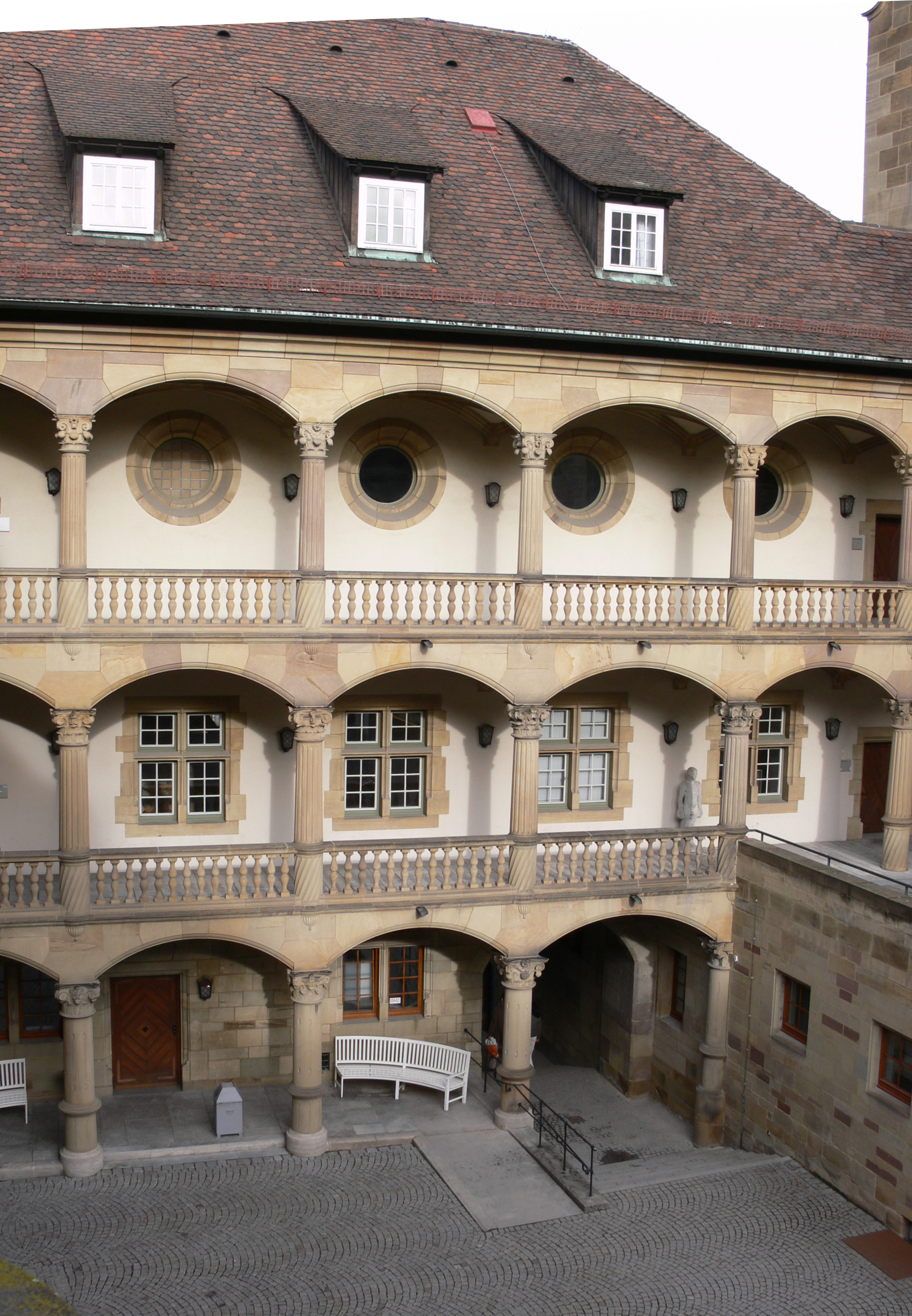
Patio interior
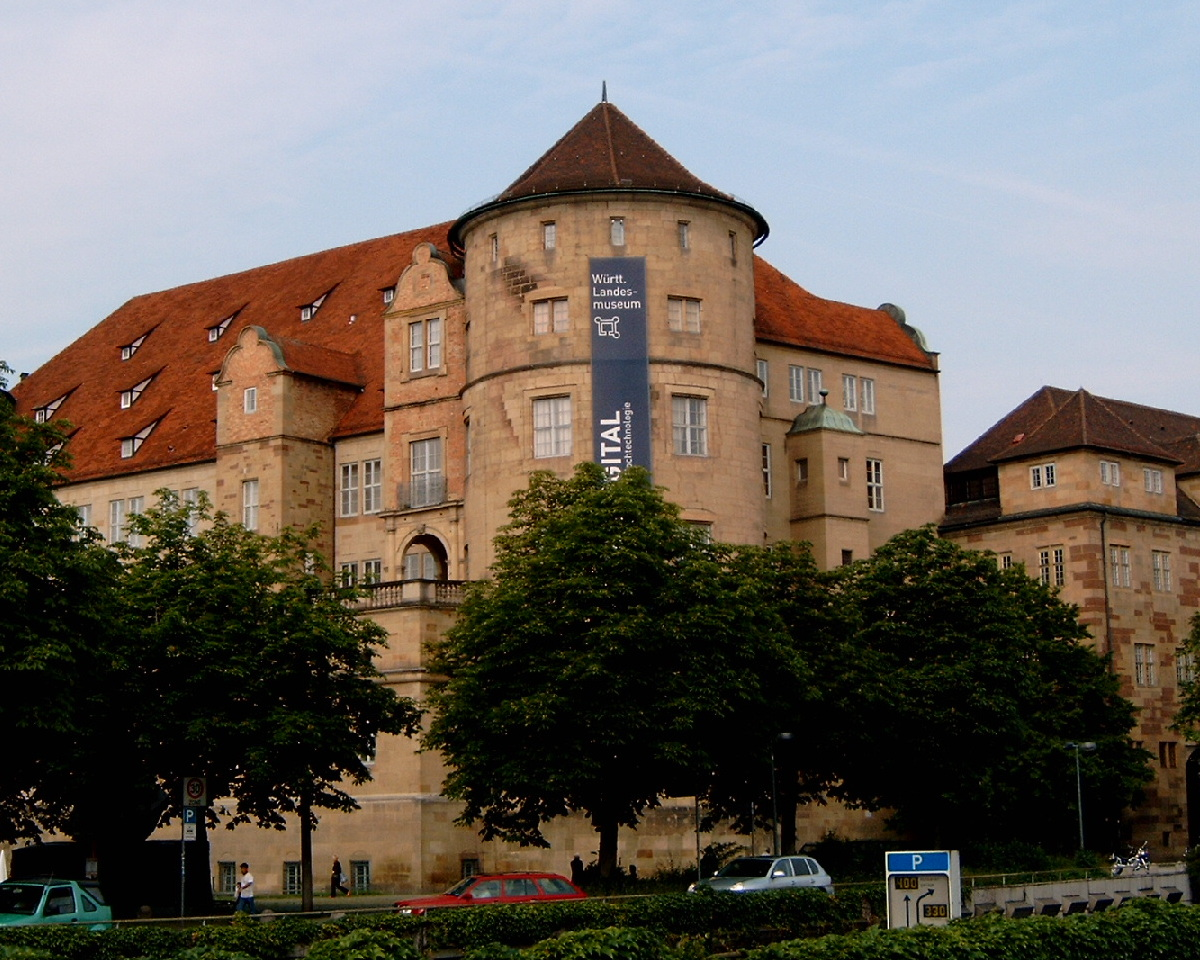
Esquina suroeste